# 盧恩萊克鎮區 (明尼蘇達州卡斯縣)
盧恩萊克鎮區（英語：Loon Lake Township）是一個位於美國明尼蘇達州卡斯縣的行政鎮區。

## 人口
根據2020年美國人口普查的數據，盧恩萊克鎮區的面積為46.50平方千米，當中陸地面積為45.00平方千米，而水域面積為1.50平方千米。當地共有人口626人，而人口密度為每平方千米13人。